# Canal de Lens
Le canal de Lens est un canal français qui s'étend dans le département du Pas-de-Calais dans la région des Hauts-de-France. Il est aussi souvent appelé le canal de la Souchez (car alimenté par la Souchez) et parfois le canal de la haute-Deûle.

## Description
Il s'agit d'un canal de type embranchement qui bifurque de la Deûle canalisée à Courrières, qui fait désormais partie de la voie maritime Dunkerque-Escaut, et rejoint le port de Lens après 8,5 kilomètres. À Lens, il est alimenté en eau par la rivière Souchez et à l'autre extrémité par le canal de la Deûle. Le canal ne nécessite pas d'écluses.

### Localités traversées
- Courrières
- Harnes
- Noyelles-sous-Lens
- Lens
- Loison-sous-Lens
- Sallaumines

## Historique
Long à l'origine de 11 kilomètres, le canal est construit à la fin du XIXe siècle et mis en service à la fin du XIXe siècle. Il servait au transport de la houille extraite de la ville de Lens. Depuis la fermeture des mines de charbon, il a largement perdu de son importance. La partie qui passe dans la zone urbaine a été comblée entre-temps de sorte qu'il ne reste aujourd'hui que 9,41 kilomètres.
La section comblée a été transformée en autoroute A211.